# Berry Gordy
Berry Gordy, Jr., född 28 november 1929 i Detroit, Michigan, är en amerikansk musikproducent och skivbolagsdirektör. Gordy grundade i januari 1959 det amerikanska skivbolaget Motown. Han hade tidigare jobbat på Ford-fabriken i Detroit och tog med det löpande band-konceptet som han hade blivit bekant med på fabriken in i företaget. Det var vanligt på den tiden men det var första gången det blev ett mycket framgångsrikt koncept. Gordy och Motown producerade stjärnor som exempelvis Marvin Gaye, Diana Ross och The Jackson 5.
Han är syssling med USA:s tidigare president Jimmy Carter.

## Biografi
Berry Gordy var i ungdomen boxare och tävlade i fjädervikt. År 1951 blev han inkallad i armén och när han kom tillbaka från armén 1953 öppnade han skivbutiken 3-D Record Mart men den gick i konkurs. Han tog då jobb på Fordfabriken under två år. År 1957 sålde han sin första låt Reet Petite till Decca som blev en framgång med Jackie Wilson. År 1959 grundade Gordy två skivbolag, Tamla Records och Motown Records. År 1960 slogs bolagen samman till Motown Record Corporation.
Berry Gordys Motown skapade poplåtar med svarta artister enligt löpandebandprincipen. Bolaget köpte ett hus på West Grand Boulevard i Detroit, där man hade såväl inspelningsstudio som kontor. Det döptes av Gordy till "Hitsville USA". Den första skivan som spelades in och gavs ut var "Come to me" med Marv Johnson. Första Motown-skiva som gick upp till förstaplatsen på den amerikansk Billboardlistan var "Please Mr. Postman" med The Marvelettes 1961. I mitten av 1960-talet var Motown det största företag i USA som var helägt av svarta.
År 1972 flyttade Gordy hela företaget från Detroit till Kalifornien. År 1993 köptes det av PolyGram, och bolaget ingår numera i Universal Music.